# アリス・B・トクラス
アリス・バベット・トクラス（Alice Babette Toklas、1877年4月30日 - 1967年3月7日）は、20世紀初頭のパリの前衛芸術家（アバンギャルド）であり、作家ガートルード・スタインの生涯のパートナーとして知られる。

## 若年期
アリス・B・トクラスは、アメリカ合衆国・サンフランシスコの中流階級のポーランド系ユダヤ人の家庭に生まれた。父方の祖父はラビで、その息子のフェイベル（フェルディナンド）・トクラスは1863年にサンフランシスコに移住した。1876年、フェルディナンド・トクラスはエマ（エメリア）・レビンスキーと結婚し、アリスとクラレンス・フェルディナンド（1887-1924）の2人の子供をもうけた。
1890年、トクラス一家はシアトルに移住し、父はシアトルの有力なドライグッズ商「トクラス・シンガマン・アンド・カンパニー」の片腕として活躍した。
トクラスは、マウント・レーニア神学校などの地元の学校で教育を受け、ワシントン大学ではピアノを専攻した。母のエメリアが病気になったため、一家はサンフランシスコに戻った。母は1897年に41歳で亡くなった。

## ガートルード・スタインとの関係
1906年4月18日に起きたサンフランシスコ地震の5か月後、トクラスはサンフランシスコを離れてパリに移り住んだ。パリに到着した翌日の9月8日、トクラスはガートルード・スタインと出会った。この出会いがきっかけとなり、2人は1946年にスタインが亡くなるまで40年近く交際を続けた。
フルリュース通り27番の家に住んでいた2人は、毎週土曜日に自宅でサロンを開き、アーネスト・ヘミングウェイ、ポール・ボウルズ、ソーントン・ワイルダー、シャーウッド・アンダーソンなどのアメリカ人作家や、パブロ・ピカソ、アンリ・マティス、ジョルジュ・ブラックなどの前衛画家が集まった。
トクラスは、スタインの親友であり、恋人であり、料理人であり、秘書であり、ミューズであり、編集者であり、批評家であり、全般的な世話人であった。しかし、スタインがトクラスの回想録という形で書いた『アリス・B・トクラスの自伝』(The Autobiography of Alice B. Toklas)を1933年に出版するまでは、トクラスはスタインの影に隠れた存在であった。この本はベストセラーとなった。
W・G・ロジャーズは、この2人についての1946年に出版された回想録の中で、トクラスのことを「少し猫背で、どこか引っ込み思案で、控えめにしている。彼女は椅子に座るのではなく、椅子の中に隠れるようにしている。こちらを見るのではなく、見上げるようにしている。彼女はいつも人の輪の半歩外側に立っている。要するに、彼女は雑用係ではなく、乏しい人間関係、つまり結婚式に招待されても披露宴に出ない人のように見えるのだ」と書いている。ジェームズ・メリルは、トクラスに会う前から「小さな背丈、サンダル、口ひげ、目」については知っていたが、「夕暮れのビオラのような彼女の話す声の魅力」については予想していなかったと書いている。
トクラスとスタインは、1946年にスタインが亡くなるまでパートナーだった。

## スタインの死後
ガートルード・スタインは自分の財産の多くをトクラスに遺した。その中には、クリスティーヌ通り5番地のアパートに保管されていた共有の美術コレクション（ピカソの作品など）も含まれていたが、同性である2人の関係は法的に認められたものではなかった。それらの美術品の多くは価値が上がっていたため、スタインの親族はそれらを引き取るために行動を起こし、最終的にはトクラスが休暇で留守にしている間に家から運び出して銀行の金庫に保管した。その後、トクラスは友人からの寄付と執筆活動で生計を立てていた。
1954年、トクラスは回想とレシピを織り交ぜた『アリス・B・トクラスの料理読本』(The Alice B. Toklas Cookbook)を出版した。それに掲載された最も有名なレシピは、友人のブライオン・ガイシンが寄稿した「ハシシ・ファッジ」で、フルーツ、ナッツ、スパイス、そして「Cannabis sativaもしくはマリファナ」を混ぜ合わせたものである。「ハシシ・ファッジ」のレシピは、イギリス版には掲載されていたが、ハーパー社から出版されたアメリカ版の初版には掲載されていなかった。2版以降には掲載され、1960年代のカウンターカルチャー運動の中で人気を博した。1968年に公開されたピーター・セラーズ主演の映画『太ももに蝶』(I Love You, Alice B. Toklas)では、トクラスとそのレシピが言及されている。この本は、多くの言語に翻訳されている。
1958年には2冊目の料理本"Aromas and Flavors of Past and Present"が出版された。しかし、『ハウス・ビューティフル』誌の編集者ポピー・キャノンが大量の注釈をつけたため、トクラスはこの本を認めなかった。
1963年、トクラスは自伝"What Is Remembered"を出版した。
トクラスの晩年は、健康状態の悪化と経済的困窮から、非常に困難なものだった。1957年にカトリックに改宗した。
1967年に89歳で亡くなり、 パリのペール・ラシェーズ墓地のスタインの隣に埋葬された。スタインの墓石の裏にトクラスの名前が刻まれている。

## 遺産
1968年に公開されたピーター・セラーズ主演の映画『太ももに蝶』の原題"I Love You, Alice B. Toklas"は、トクラスの『料理読本』に登場した「ハシシ・ファッジ」に言及したもので、トクラス本人はストーリーには全く関わらない。この映画は1960年代のカウンターカルチャーを題材としたもので、「ハシシ・ファッジ」がストーリー上で重要な役割を果たしている。
1971年にサンフランシスコで設立されたLGBTによる政治団体は「アリス・B・トクラスLGBT民主クラブ」と名付けられた。
1930年代にトクラスとスタインに会ったサミュエル・スチュワードは、"Dear Sammy: Letters from Gertrude Stein and Alice B. Toklas"（1977年）を編集し、スタインとトクラスを登場人物とした2つの推理小説、"Murder Is Murder Is Murder"（1985年）と "The Caravaggio S, hawl"（1989年）を執筆している。
1998年、サンフランシスコ監督委員会は、サンフランシスコのポーク・ストリートとヴァン・ネス・アベニューの間にあるマートル・ストリートの1ブロックを、アリス・B・トクラス・プレイスと改名することを決議した。トクラスは、1ブロック隣のオファレル・ストリートで生まれた。
1978年のスウェーデン映画『ピカソの冒険』ではウィルフレッド・ブランビルが、1987年の映画『月の出をまって』(Waiting for the Moon)ではリンダ・ハントが、1993年のテレビシリーズ『インディ・ジョーンズ/若き日の大冒険』ではアリス・ドヴォラーコヴァーが、2011年の映画『ミッドナイト・イン・パリ』ではテレーズ・ブル＝ルビンシュタインがトクラスを演じた。